# Anime (album)
Anime è il secondo album del cantautore italiano Massimo Di Cataldo, pubblicato nel 1996.

## Il disco
Trainato dal successo del brano Se adesso te ne vai, presentato al Festival di Sanremo 1996, l'album - che contiene anche la canzone Con il cuore, vincitrice di Un disco per l'estate e cover del brano originale del 1987 Precious Moments dei Climie Fisher - ha venduto più di 300 000 copie, aggiudicandosi tre dischi di platino. Venne poi pubblicato anche in lingua spagnola e ristampato in Italia e nel mondo con una nuova versione della title track in duetto con Youssou N'Dour.

## Tracce
Anime
1. Michela – 4:31
2. Libera l'anima – 4:00
3. Con il cuore – 5:11
4. Qualunquesia – 3:59
5. Se adesso te ne vai – 4:05
6. Sempre avanti – 5:10
7. Anime – 5:58
8. Una piccola storia – 4:58
9. Fammi male – 5:07
10. Pretty Baby – 4:55
11. Un giorno vedrai – 4:51
12. Anime (Rou) (feat. Youssou N'Dour) – 6:06

Con el alma
1. Con el alma
2. Sea cual sea
3. Si dices que te vas
4. Adelante
5. Miquela
6. Buscando la libertad
7. Humanos
8. La historia empieza hoy
9. Si quieres castigarme
10. Colgado de ti
11. Un mundo para ti
12. Humanos (Rou) (feat. Youssou N'Dour)

## Formazione
- Massimo Di Cataldo – voce, cori
- Phil Palmer – chitarra
- Steve Ferrone – batteria
- Stefano Senesi – pianoforte
- Marco Forni – tastiera, programmazione
- Paolo Costa – basso
- Lele Melotti – batteria
- Paul Bliss – tastiera, programmazione
- Claudia Arvati, Marilù Monreale, Marco D'Angelo, Bruno Laurenti – cori

## Classifiche
| Classifica (1996) | Posizione massima |
| ----------------- | ----------------- |
| Italia            | 5                 |

| Classifica di fine anno (1996) | Posizione |
| ------------------------------ | --------- |
| Italia                         | 25        |